# گروه دی‌ال‌ال
گروه دی‌ال‌ال (انگلیسی: DLL Group) شرکت لیزینگ هلندی است، که در سال ۱۹۶۹ تأسیس شد.